# Tàngara olivàcia
La tàngara olivàcia (Orthogonys chloricterus) és un ocell de la família dels mitrospíngids (Mitrospingidae) i única espècie del gènere Orthogonys (Strickland, 1844).

## Hàbitat i distribució
Habita boscos clars als turons del sud-est del Brasil.